# Matthew Quick
Matthew Quick (23 d'octubre de 1973) és un novel·lista estatunidenc.
Va exercir de professor de literatura i de cinema en un institut de Nova Jersey, on també feia d'entrenador de futbol i bàsquet, apadrinava viatges dels estudiants al Perú i a l'Equador, organitzava l'intercanvi de correspondència dels seus alumnes amb estudiants de Namíbia i assessorava adolescents problemàtics fins que va decidir dedicar-se a l'escriptura. La seva primera novel·la The Silver Linings Playbook, va ser adaptada al cinema i interpretada per Bradley Cooper, Jennifer Lawrence, Robert De Niro, Jacki Weaver i Chris Tucker.
El 2009 va ser finalista del PEN/Hemingway Award, i les seves obres s'han traduït a diversos idiomes, incloent el català. El 2012, la seva novel·la, Boy 21 va rebre una molt bona crítica del The New York Times.

## Obres
- The Silver Linings Playbook (2008)[4]
- Sorta Like a Rockstar (2010)
- Boy21 (2012)
- Forgive Me, Leonard Peacock (2013)
- La bona sort ara mateix (2014, Edicions del Periscopi) (traduïda al català per Ernest Riera)
- Love May Fail (TBD)